# Poltavai terület
A Poltavai terület (ukránul Полтавська область [Poltavszka oblaszty]) közigazgatási egység Ukrajna középső részén. A terület közigazgatási központja Poltava. Területe 28 748 km², rangsorban: a 6. Népessége: 1 621 207 fő, rangsorban: a 12. A városi népesség 944 253 fő, a falusi népesség 676 954 fő. 1937. szeptember 22-én hozták létre.
Egyéb fontos városok a területen: Horisnyi Plavnyi, Kremencsuk, Lubni és Mirhorod.

## Földrajz
Poltavai terület Közép-Ukrajnában található. A terület határos a Cserkaszi, a Csernyihivi, a Dnyipropetrovszki, a Harkivi, a Kirovohradi, a Kijevi és a Szumi területtel.
Legnagyobb folyója a Vorszkla.

### Természetvédelem
A Poltavai területen 384 védett természeti terület található. Ezek területe összesen 14,2 ezer km², ami 4,95%-a régió teljes területének.

## Közigazgatás
A terület közigazgatási hivatala a Poltavai Területi Állami Közigazgatási Hivatal, vezetője Viktor Bohajcsuk. Önkormányzata a Poltavai Területi Tanács.